# Isogenoides zionensis
Isogenoides zionensis is een steenvlieg uit de familie Perlodidae. De wetenschappelijke naam van de soort werd voor het eerst geldig gepubliceerd in 1949 door John F. Hanson.